# Tarup
Tarup (dänisch ebenfalls Tarup, Sønderjysk Tårup) ist ein südöstlicher Stadtteil der kreisfreien Stadt Flensburg, der zur Region Angeln gerechnet wird.

## Geographie
Tarup gilt heute noch als der dörflichste Stadtteil Flensburgs und ist durch landwirtschaftlich genutzte Felder von allen anderen Stadtteilen räumlich getrennt. Nächster Nachbarort im Osten ist nach 3 km Maasbüll im Kreis Schleswig-Flensburg, gefolgt von Husby (6 km). Die Landesstraße 21 führt von der Bundesstraße 199 in Flensburg über Tarup zur B 199 in Kappeln.
Zu Tarup gehören heute die Orte Adelby, Sünderup, Kattloch und Hochfeld. Tarup selbst besteht aus Großtarup und Kleintarup. Zu Großtarup wird seit Anfang des 20. Jahrhunderts auch das Gebiet Taruper Kreuz gezählt.

## Geschichte

### Ursprung
Während des Mittelalters gehörte Tarup zum Kirchspiel Adelby, dessen Hauptdorf früh verschwunden ist. Nur noch Kirche und Pastorat sowie ein paar wenige Flächen um die Kirche herum tragen diesen Namen und liegen in der Gemarkung Tarup. Die Adelbyer Johanniskirche entstand um 1080 und ist seit der Eingemeindung die älteste Kirche Flensburgs.
Tarup entstand als ein Dorf, das sich vom  historischen Hauptdorf (in diesem Fall Adelby) abspaltete. So ist der ursprüngliche Name der Siedlung, der in einer Urkunde des Lunder Erzbischofs von 1285 bezeugt ist, auch „Thorp“. Ein „torp“ (heutzutage in vielen Ortsnamen in Südschleswig und Dänemark als Endung -rup zu erkennen) bezeichnet im Dänischen ein Aussiedlerdorf, welches sich von einem Hauptdorf (Adelby) abgespalten hat – vgl. auch Sünderup und Tastrup. Im 17. Jahrhundert wurde es zeitweise Tarp genannt. Es ist nicht zu verwechseln mit dem heutigen Tarp, südlich von Flensburg. Diesem Namen wurde schließlich der Sprossvokal „u“ zugefügt.

### Vom Mittelalter bis zum 19. Jahrhundert
Tarup wuchs östlich der Johanniskirche an der Flensburg-Kappelner Landstraße aus drei Siedlungskernen heran, nämlich Tarup Kreuz, Groß-Tarup und Klein-Tarup. Der westliche Kern Kreuz erinnert an eine kleine Wallfahrtskapelle St. Jodocus oder St. Jost (die Kapelle war dem Heiligen Jodocus geweiht), die sich hier in vorreformatorischer Zeit befunden hatte. Bis ins 20. Jahrhundert hinein war Kreuz eine Katensiedlung ohne eigenständige Bauernhöfe. Hingegen war Groß-Tarup ein Bauerndorf mit größeren Höfen, dem sich weiter östlich mit Klein-Tarup eine weitere Katensiedlung anschloss.
Im Gegensatz zu den meisten anderen Orten im Kirchspiel Adelby gab es in Tarup keine kirchlichen oder adeligen Besitzungen. Das Dorf gehörte bis 1867 zum Rechtsbezirk der Husbyharde, die ihrerseits dem Amt Flensburg unterstand. Nachdem das Herzogtum Schleswig 1864 und endgültig 1867 preußisch geworden war, wurde Tarup zunächst 1869 eine eigenständige Landgemeinde im Landkreis Flensburg.
1872 gingen die Landgemeinde Adelby und die Landgemeinde Tarup zusammen und bildeten die neue Gemeinde Tarup.

### 20. Jahrhundert
Zunächst blieb die landwirtschaftliche Struktur erhalten. Der Ausbau der Flensburg-Kappelner Chaussee, der Anschluss an die Flensburger Kreisbahn 1901 und die Eingemeindung der nördlichen Nachbargemeinden Fruerlund, Engelsby und Twedt nach Flensburg machten Tarup zu einer Vorstadt der wachsenden Fördestadt. Die Taruper Hauptstraße bekam zwischen Kreuz und Groß Tarup mehr und mehr „städtisches“ Gepräge, während der Osten ländlich geprägt blieb.
Nach dem Zweiten Weltkrieg wuchs die Einwohnerzahl stetig an. Nördlich der Hauptstraße entstand ein gemischtes Wohngebiet mit Ein- und Mehrfamilienhäusern mit dem Norderlück als wichtigster Straße.
1966 und 1967 kam es zum Austausch von Gebieten zwischen Tarup und Sünderup. Durch diesen Tausch wurde ein Gebiet mit 78 Einwohnern von Sünderup an Tarup abgegeben. Zudem ging das Gebiet der Adelbyer Kirche mit 30 Einwohnern an Sünderup über. Am 1. Januar 1970 schlossen sich die Gemeinden Tarup und Sünderup zur Gemeinde Adelby zusammen. Das zu Sünderup gehörende Adelbylund, in dem sich der Sitz der Gemeindeverwaltung befand, es war längst mit Flensburg verwachsen, wurde am 26. April 1970 an die Stadt Flensburg abgetreten. Am 15. Februar 1970 wurde Tastrup in die Gemeinde Adelby eingegliedert. Am 24. März 1974 schlossen sich aber auch Sünderup und Tarup, nicht aber Tastrup, der Stadt Flensburg an. Tastrup blieb eigenständig und firmierte weiterhin als Gemeinde Adelby. Erst am 1. Januar 1980 wurde der Name der Gemeinde Adelby amtlich in Tastrup geändert. Tastrup als letzte Gemarkung des Kirchspiels Adelby konnte bis zum 1. März 2023 seine kommunale Unabhängigkeit bewahren, bevor es nach Hürup eingemeindet wurde.
Seit Anfang der 1980er Jahre entstanden neue große Wohngebiete um Tarup herum, zunächst im Süden die Kreuzkoppel, dann weitere kleinere Bebauungen im Südwesten und Norden und schließlich in Richtung Klein-Tarup die Struvelücke.

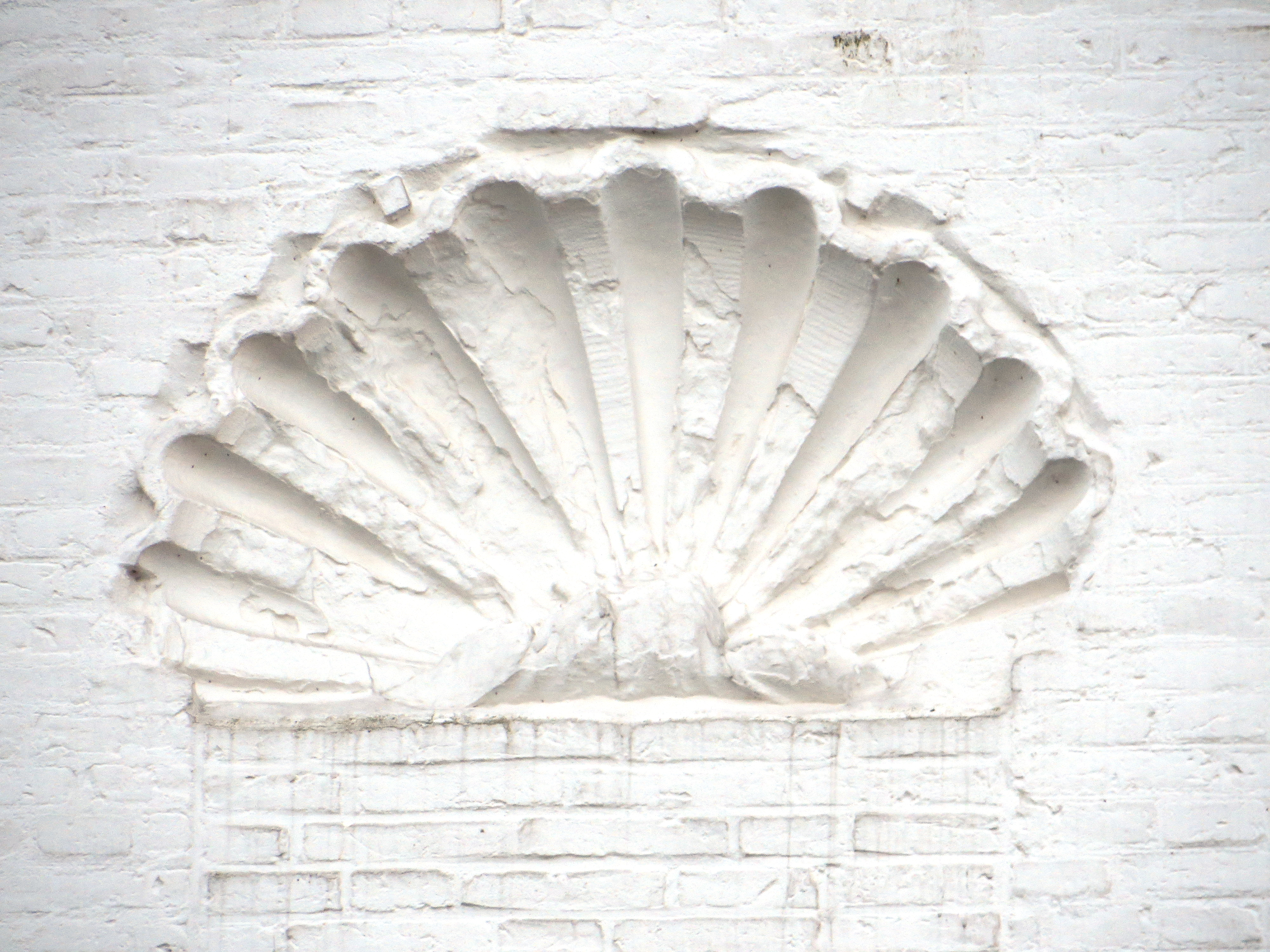
Untere der Jakobsmuscheln des ehemaligen St. Jost-Kapellen-Komplexes an der St. Johanniskirche (Flensburg-Adelby)

### 21. Jahrhundert
Im Norden ist Tarup von Engelsby und Twedt weiterhin durch Felder getrennt, im Südwesten auch vom inzwischen ebenfalls stark ausgeweiteten Sünderup. Weitere Baugebiete sind mittlerweile um den Siedlungskern „Großtarup“ in Planung. Der Bau der Stadtautobahn Osttangente (2006) im Bereich Adelby führte zu einer weiteren räumlichen Trennung von der inneren Stadt, durch die es ebenfalls durch Felder getrennt ist.
Der Ortsteil verfügt über eine Freiwillige Feuerwehr. Angrenzend zur Johanniskirche befinden sich ein Friedhof und eine Baumschule.
Es gibt einen dänischen Kindergarten, eine Grundschule, eine Außenstelle der Flensburger Schule für Geistigbehinderte und mit der Kurt-Tucholsky-Schule eine Kooperative Gesamtschule im Gebiet Adelby.
Durch das geplante Neubaugebiet Tarup Südost wird der Stadtteil in nächster Zukunft weiter wachsen und so wie heute schon Sünderup (über Hochfeld und Kattloch) mit Tastrup zusammenwachsen. Um 2014 herum war Tarup der Stadtteil Flensburgs, der am stärksten wächst.

## Persönlichkeiten
- Otto Bernhard Clausen (1906–1982), Politiker und Kreisleiter der NSDAP in Lübeck